# Bitwa pod Wiedniem (film)
Bitwa pod Wiedniem (wł. 11 settembre 1683) – film historyczno-kostiumowy z 2012 roku produkcji włosko-polskiej, w reżyserii Renzo Martinellego.

## Produkcja
Bitwa pod Wiedniem to sensacyjna fabuła historyczna, która stanowi koprodukcję włosko-polską współfinansowaną przez Rai Fiction, Rai Cinema, Włoskie Ministerstwo Kultury, Polski Instytut Sztuki Filmowej, Region Piemonte oraz Region Friuli Venezia Giulia z budżetem około 12 milionów euro. Dystrybucją międzynarodową zajęła się spółka Rai Trade. Zdjęcia do filmu rozpoczęły się w maju 2011 roku, natomiast uroczysta premiera w polskich kinach miała miejsce 12 października 2012 roku.
Akcja Bitwy pod Wiedniem rozgrywa się w 1683 roku i przedstawia rzekome okoliczności zachodzące wokół drugiej odsieczy wiedeńskiej pod wodzą króla Jana III Sobieskiego, która powstrzymała atak wojsk tureckich pod wodzą Kary Mustafy na monarchię Habsburgów i zahamowała ekspansję Turków osmańskich na świat chrześcijański. Faktycznym bohaterem filmu jest jednak włoski mnich Marco d’Aviano, który został przedstawiony w produkcji jako jedna z głównych postaci przyczyniających się do porażki Turków. Film kręcono w miejscowościach takich jak Warszawa (Zamek Królewski, Wilanów), Łańcut, Krasiczyn i Kraków (klasztor dominikanów).

## Obsada
Źródło: Filmweb
- F. Murray Abraham jako Marco d’Aviano
- Enrico Lo Verso jako Kara Mustafa
- Piotr Adamczyk jako Leopold I Habsburg
- Alicja Bachleda-Curuś jako księżna Eleonora Lotaryńska
- Jerzy Skolimowski jako Jan III Sobieski
- Marcin Walewski jako Jakub „Fanfan” Sobieski
- Yorgo Voyagis jako Abul stary
- Daniel Olbrychski jako generał artylerii koronnej Marcin Kazimierz Kątski
- Andrzej Seweryn jako Jan Andrzej Morsztyn
- Borys Szyc jako hetman wielki koronny Mikołaj Sieniawski
- Wojciech Mecwaldowski jako Jerzy Franciszek Kulczycki
- Giorgio Lupano jako feldmarszałek Ernst Rüdiger von Starhemberg
- Krzysztof Kwiatkowski jako książę Saksonii Jan Jerzy III Wettyn
- Antonio Cupo jako Karol Lotaryński
- Federica Martinelli jako Lena, kobieta Abula
- Doru Boguta jako Carlo Cristofori (Marek z Aviano w młodości)
- Stefan Iancu jako syn Kara Mustafy
- Matteo Branciamore jako Eugeniusz Sabaudzki
- Marius Chivu jako ksiądz Cosma
- Philippe Leroy jako ambasador Francji
- Vlad Rădescu jako Ahmed Bey
- Berk Oktay jako Abul młody
- Meltem Cumbul jako Lale
- Ángela Molina jako Rosa Cristofori

## Odbiór filmu
Po ukazaniu się na ekranach polskich kin Bitwa pod Wiedniem zebrała miażdżąco negatywne recenzje krytyków. Jacek Szczerba z „Gazety Wyborczej” opisał ten film jako „religijno-militarną bajkę klasy C”, która estetycznie jest podobna do filmów propagandowych z czasów komunistycznej Polski. Negatywnie ocenił również nieudolną próbę uczynienia filmu pełnym rozmachu, na przykład w sposobie kręcenia szarży czy multiplikacji tureckich namiotów. Zdzisław Pietrasik z tygodnika „Polityka” stwierdził, że produkcja nie jest nawet udanym widowiskiem, „za dużo w nim bowiem komputerowych efektów, do złudzenia przypominających grafikę słabych gier komputerowych”. Redaktor pisma „Co Jest Grane”, Paweł T. Felis, drwił zarówno z reżysera o „umiejętnościach średnio zdolnego amatora głuchego na wszystko, co w kinie nazywane bywa »filmowością«”, jak i z całego filmu. Opisał go jako „absolutne kuriozum”, „pseudofilmową maszkarę” oraz „baśń topornie jarmarczną i podszytą prokatolicką ideologią na poziomie socrealistycznych produkcyjniaków”.
Skrytykowane zostało również aktorstwo. Marek Sadowski z „Rzeczpospolitej” bronił wprawdzie F. Murraya Abrahama, który w jego opinii „stworzył niezwykle wyrazisty, psychologicznie prawdziwy wizerunek człowieka umiejącego przekonać ówczesnych władców do swej misji ewangelizacyjnej”, ale z kolei zdaniem Felisa odtwórca głównej roli Marka „zagrywa się prawie na śmierć”. Część krytyków była zgodna, że udział Polaków w Bitwie pod Wiedniem jest wręcz marginalny, co nie dało polskim aktorom pola do popisu.

## Wyróżnienia
Film w 2013 zdobył Węża w kategorii Najgorszy efekt specjalny (za scenę z rozpaczliwym wilkiem). Bitwa pod Wiedniem łącznie uzyskała osiem nominacji do tych nagród.